# Октагон (филм)
Октагон (енгл. The Octagon) је амерички акциони филм из 1980. године са Чаком Норисом у главној улози. 

## Радња филма
Скот Џејмс (Чак Норис) мора да заустави групу терориста који су трениране нинџе.